# Crassula calcarea
Crassula calcarea (N.H.G.Jacobsen, 2014) è una pianta succulenta appartenente alla famiglia delle Crassulaceae, endemica delle Province del Capo, in Sudafrica.
L'epiteto specifico calcarea si riferisce al suolo calcareo, noto come crostone, sul quale è stata scoperta.

## Descrizione

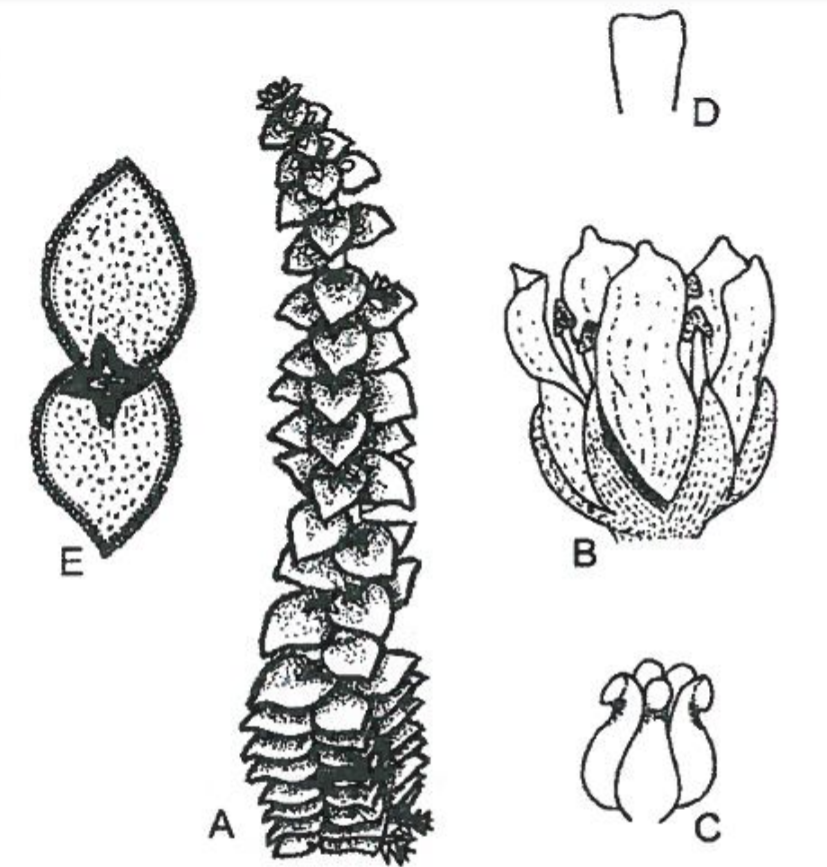
Tavola botanica di C. calcarea.

C. calcarea è una pianta biennale di piccole dimensioni, formata da alcune rosette che raggiungono al massimo i 3 centimetri dall'altezza, per un massimo di 20 cm con infiorescenza inclusa. Ramifica di rado, dalla base delle rosette.
Le foglie carnose sono di forma ovata, si sviluppano in coppie angolate a 90° rispetto alle coppie adiacenti e sono leggermente pressate fra di loro, per poi allargarsi al momento della fioritura. Sono glabre, hanno un margine che presenta numerose ciglia globulari e nei pressi di questo, sulla pagina superiore della foglia, si trova una fila di idatodi.
L'infiorescenza a tirso è composta da 5 o 6 fiori sessili, lunghi 2,5–3 mm, disposti lungo l'asse del peduncolo che li sorregge.
Il calice, lungo circa la metà del fiore, è formato da sepali lanceolati e glabri, brevemente fusi tra loro alla base, con le estremità acute e privi di ciglia. La corolla, di forma tubolare, è composta da petali di colore bianco, tendenti al verde chiaro alla base, eretti e dalla forma lanceolata, con la metà superiore che con la fioritura si ripiegherà all'indietro mentre le basi sono fuse tra loro. Gli apici sono ricurvi e presentano un'appendice terminale a forma di casco.
I carpelli sono piriformi, privi di stili e con uno ampio stigma in posizione dorso-laterale.

## Distribuzione e habitat
Pianta scoperta solo recentemente, essendo stata classificata per la prima volta nel 2014, C. calcarea è attualmente nota per un'unica popolazione che si trova nella località di Grassridge, nei pressi di Port Elizabeth (Provincia del Capo Orientale). Cresce su di un suolo calcareo, in associazione con specie erbose come Acmadenia obtusata e Commelina africana.